# Louhisaaret (ö i Södra Savolax, Nyslott, lat 62,08, long 28,61)
Louhisaaret är en ö i Finland. Den ligger i sjön Haukivesi och i kommunen Rantasalmi i den ekonomiska regionen  Nyslotts ekonomiska region  och landskapet Södra Savolax, i den sydöstra delen av landet, 290 km nordost om huvudstaden Helsingfors. Öns area är 5,1 hektar och dess största längd är 370 meter i sydöst-nordvästlig riktning.  Notera att namnet antyder att det är fråga om flera öar.